# Route nationale 473
Pour les articles homonymes, voir Route 473.
La route nationale 473 ou RN 473 était une route nationale française reliant Beure à Cuvier. Après les déclassements de 1972, elle est devenue RD 473 puis a été complètement démantelée à la création de la nouvelle RD 9 du Doubs pour devenir RD 141, RD 9 et RD 473.

## De Beure à Cuvier D 141, D 9, D 473
- Beure (km 0)
- Arguel (km 3)
- Pugey (km 5)
- Épeugney D 9 (km 13)
- Cléron (km 20)
- Fertans (km 24)
- Amancey (km 26)
- Déservillers (km 31)
- Labergement-du-Navois (km 35)
- Levier (km 39)
- Boujailles D 473 (km 49)
- Cuvier (km 57)